# Гибель Виталия Шишова
Виталий Васильевич Шишов (1995, Речица, Гомельская область — 2 августа 2021, Киев) — белорусский общественный деятель, председатель общественной организации «Белорусский дом в Украине».
2 августа 2021 года исчез во время пробежки, 3 августа найден повешенным в Святошинском лесопарке в Киеве вблизи места проживания.

## Биография

### Ранние годы
Родился в 1995 году, жил в городе Речица в Гомельской области Беларуси. Родом из города Костюковичи. Родители умерли в 2014 году, братьев и сестёр у Виталия не было. Учился на программиста в торгово-экономическом колледже, закончил его в 2016 году.
В Киеве проживал на улице Бударина в Святошинском районе, рядом с жилым комплексом «Чайка».

### Политическая деятельность
По словам девушки Шишова Божены Жолудь и его друга, в Беларуси Шишов был приговорён к условному сроку из-за картинки в интернете.
Согласно Божене Жолудь, Шишов участвовал в протестах в Белоруссии 9 — 12 августа 2020 года в Гомеле, где проживал в то время. Осенью 2020 года, вместе со своей девушкой Боженой Жолудь (хотя по словам Божены, познакомились они уже в Киеве), спасаясь от преследования властей, переехал в Киев и создал общественную организацию «Белорусский дом на Украине». Занимался поддержкой беженцев из Белоруссии, критиковал президента Лукашенко.
В феврале 2021 года с единомышленниками принял участие в марафоне свободы на дистанцию 2334 метра, символизирущем статью 23.34, по которой, по его убеждениям, 35 тысяч белорусов были арестованы за мирные протесты.
В июне 2021 года Виталий Шишов создал телеграм-канал «Тихари на экспорт». В первом сообщении, опубликованном там, он заявил, что «режим Лукашенко» становится всё более и более террористическим, поэтому необходимо «держать ухо востро», даже находясь за границей. Далее на канале публиковалась информация о работниках белорусских спецслужб, работающих на Белоруссию за рубежом, в том числе на Украине.
За неделю до своей смерти Шишов помог организовать митинг в Киеве, посвящённый 31-й годовщине независимости Белоруссии.

### Гибель
2 августа 2021 года в 9 часов утра Шишов вышел из своего дома в Киеве на утреннюю пробежку и исчез. 3 августа его тело нашли в Святошинском лесопарке повешенным, со следами избиения на лице.

### Расследование
Было начато досудебное расследование. По информации знакомых и коллег Виталия, в Киеве за ним давно велась слежка, о чём неоднократно подавались заявления в полицию. В то же время руководители киевской полиции заявляют, что полиция не получала никаких заявлений.
Генеральная прокуратура Украины сообщила, что по факту смерти Шишова начато уголовное производство. Дело рассматривается по статье 115 Уголовного кодекса Украины (умышленное убийство), включая убийство, замаскированное под суицид. Президент Украины Владимир Зеленский взял на личный контроль расследование смерти Шишова.
К расследованию привлекли группу Bellingcat, о чём в эфире телеканала Украина 24 рассказал один из ведущих сотрудников группы Христо Грозев. По мнению Грозева, в числе эмигрантов из Белоруссии имеются агенты российских спецслужб и именно они могут быть причастны к убийству Шишова.

## Реакция
- Министры ЕС призвали власти Украины расследовать смерть Шишова[19].
- Надежду на тщательное расследование смерти Шишова выразили власти США[20][21].
- Пресс-секретарь президента Украины Сергей Никифоров заверил, что Владимир Зеленский «держит расследования на контроле»[22][23].
- Посол Великобритании на Украине Мелинда Симмонс[англ.] призвала как можно скорее расследовать дело[24].
- Европейские парламентарии Виола фон Крамон и Пятрас Ауштрявичюс считают, что за убийством Шишова стоит режим Лукашенко. Так, немецкий депутат Европарламента от «Партии зелёных» Виола фон Крамон-Таубадель написала, что никто не может чувствовать себя в безопасности, «пока Лукашенко убивает собственных граждан»[25], а литовский евродепутат Пятрас Ауштрявичюс охарактеризовал случившееся как акт международного терроризма[26].
- Глава отдела расследований Bellingcat Христо Грозев заявил, что группа направит все ресурсы на расследование обстоятельств гибели Шишова[27].

### Комментарии
1. ↑  «Тихарями» в Белоруссии называют оперативных сотрудников спецслужб, в частности КГБ Белоруссии.